# Riccardo Panzacchi
Riccardo Panzacchi (Loiano, 29 dicembre 1900 – ...) è stato un calciatore italiano, di ruolo difensore.

## Carriera
Debutta in massima serie con la Virtus Bologna nel campionato di Prima Divisione 1922-1923, disputando 24 partite. L'anno successivo veste la maglia del Bologna scendendo in campo per 4 volte. Successivamente passa alla Reggiana con cui gioca ancora in massima serie nel campionato 1924-1925, scendendo in campo per 12 volte.
In seguito viene ceduto al Russi, squadra in cui milita fino al 1927.